# Хлебники (Гришинское сельское поселение)
Хлебники — деревня в Оленинском муниципальном округе Тверской области.

## География
Находится в юго-западной части Тверской области на расстоянии приблизительно 19 км на восток-юго-восток по прямой от административного центра округа поселка Оленино.

## История
В 1859 году здесь (деревня Бельского уезда Смоленской губернии) было учтено 2 дворов в деревне Хлебники и 2 в одноименном сельце, в 1939 — 55 (тогда Волосатики). До 2019 года входила в состав ныне упразднённого Гришинского сельского поселения.

## Население
Численность населения: 13 человек в деревне и 5 в сельце (1859 год), 93 (русские 99 %) в 2002 году, 61 в 2010.